# Damià Díaz
Damià Díaz (Alicante, 7 juillet 1966) est un artiste espagnol.

## Biographie
Diplômé en Beaux-Arts par l'Université Politécnica de Valence et La Cambre (école), Bruxelles, il commence sa carrière artistique en 1986. En 2002, il organise sa première exposition internationale de peinture et de sculpture, Temps i Pensament,,, à la Chapelle Saint-Louis de la Salpêtrière, Paris. Cette exposition est ensuite déplacée au Musée de l’Université d'Alicante.
Il poursuit son processus de recherche de nouveaux matériaux et technologies, en les reliant à l'héritage classique et baroque. En 2004, il expose Recinte D'Idées  à La Capilla de la Sapiencia de l'Université de Valence.
En 2005, année du 4e centenaire de la première édition de Don Quichotte, son exposition La Cabeza Parlante/Imagen del Caballero,, est présentée au Claustro de la Nau puis à l’Institut Cervantes à New York.
En 2006, il expose dans la ville de Lahr/Schwarzwald, l'Allemagne, avec la galerie Klaus Kramer8 et en 2010, il participe au projet A-Factorij à Ámsterdam. L'une de ses sculptures en profilés de fer, peinte avec des techniques mixtes, est actuellement installée dans l'accès public de l’ensemble immobilier A-Factorij et le reste des œuvres de ce projet d'exposition fait partie de la collection Contempera, à Ámsterdam. Le projet A-Factorij ainsi que les œuvres qui y ont participé sont mentionnés dans le livre The Skin of Silence, The work of Damià Díaz in the Contempera Collection, publié en 2019 par le collectionneur.
En 2012 il expose El espacio entre las palabras,au Musée Maison d'Érasme à Bruxelles, être conservateur du musée Alexandre Vanautgaerden, puis cette exposition est reprise en 2013 à La Parking Gallery, , Alicante.
En 2016 après un séjour à Madrid, il commence à travailler avec la réalité virtuelle et mixte en incorporant ces techniques à sa palette artistique. La même année, il réalise une exposition/action artistique avec la réalité virtuelle dans le regretté espace Urg3l. La nature même de la technique utilisée, dans laquelle les frontières entre l'œuvre, l'exposition et la documentation sont toujours floues, fait que Tormenta de Silencio est toujours visitable en immersion totale malgré la disparition de l'espace physique dans lequel il a été conçu.
En 2017, la collection Martínez-LLoret inclut trois de ses œuvres dans l'exposition Alta Fidelidad, Université Miguel Hernández de Elche.
En 2019, il est sélectionné comme artiste de la Bienal Mostra Espanha en Portugal et c’est le premier artiste contemporain espagnol à exposer au Musée du Palais National de Ajuda, a Lisbonne, avec El Camino de la Mirada,,,,,, et le deuxième, à dialoguer avec le patrimoine historique et artistique du Palais, à la suite de l'exposition de Joana Vasconcelos en 2013. Selon Lucía Ybarra d'YGBART, commissaire de l'exposition avec Rosina Gómez Baeza (es), "un groupe d'œuvres parcourt les pièces de l'ancienne résidence néoclassique utilisée par la famille royale portugaise tout au long du XIXe siècle, aujourd'hui convertie en musée historique. Un dialogue entre deux mondes, un regard sur le passé, à partir de la vision d'un artiste qui observe constamment la relation entre l'être humain et tout ce qui l'entoure. Un regard qui cherche des réponses au monde qui l'entoure. Une sélection de sculptures en résine peinte, d'impressions numériques sur céramique et d'œuvres en réalité augmentée qui permettent à l'artiste d'intervenir dans des espaces uniques et de transformer des ambiances où le spectateur peut interagir avec l'œuvre.
Grâce aux nouvelles technologies, l'artiste explore des possibilités qui permettent au spectateur de regarder avec plus de liberté et de vivre de nouvelles expériences. Tout ceci, ainsi qu'une série de petites sculptures, de dessins et d'esquisses, montre les processus créatifs et l'évolution de l'œuvre de Damià. Son travail reflète un intérêt pour l'être humain, pour observer et explorer le monde dans lequel il vit, en quête constante d'apprendre et d'obtenir de nouvelles connaissances, de nouvelles valeurs pour se défendre de l'isolement présent dans la société actuelle".